# El Comercio (Ecuador)
El Comercio (spanisch Der Handel) ist eine ecuadorianische Tageszeitung, die von der Grupo El Comercio C.A. herausgegeben wird. Die Zeitung wurde 1906 von den Brüdern César Mantilla Jácome (1877–1955) und Carlos Mantilla Jácome (1879–1970) in Quito gegründet, wo sie auch heute noch erscheint. Sie ist die Tageszeitung mit der höchsten Auflage in Quito.
Das herausgebende Unternehmen befindet sich weiterhin hauptsächlich im Besitz der Familie Mantilla. Vorstandsvorsitzender der Gruppe ist Fabricio Acquaviva Mantilla. Seit 2014 ist Carlos Mantilla Batlle Präsident und Generaldirektor. Neben El Comercio gehören auch die Zeitung Últimas Noticias und die Radiosender Radio Quito und Radio Platinum zur El Comercio-Gruppe. Bis 1985 gehörte auch Televisora Nacional Canal 8, der heutige TV-Sender Ecuavisa, zur El-Comercio-Gruppe.
Die Zeitung hat eine lange Tradition. Unter ihren Mitarbeitern waren die späteren Präsidenten José María Velasco Ibarra und Rodrigo Borja sowie zahlreiche Intellektuelle und Medienschaffende, etwa Carlos Vera, Nelson Estupiñán und Enrique Ayala.